# Dryopsophus booroolongensis
Espèce
Synonymes
- Hyla booroolongensis Moore, 1961
- Litoria booroolongensis (Moore, 1961)

Statut de conservation UICN

 CR B2ab(i,ii,iii,iv,v) : 
En danger critique
Dryopsophus booroolongensis est une espèce d'amphibiens de la famille des Pelodryadidae.

## Répartition

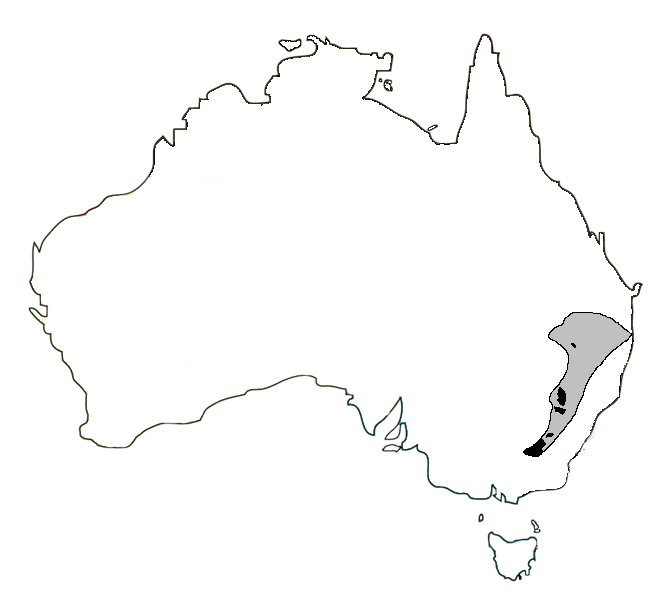
Distribution

Cette espèce est endémique de Nouvelle-Galles du Sud en Australie. Elle se rencontre entre 200 et 1 000 m d'altitude dans la Cordillère australienne. On ne la trouve plus que près de Tamworth depuis son déclin.
La zone d'occupation de cette espèce n'est que d'environ 10 km2 et est gravement fragmentée car répartie sur une superficie totale de 135 700 km2.

## Habitat
Elle se rencontre dans les ruisseaux de montagnes et de coteaux.

## Description
La femelle holotype mesure 45,7 mm de long et le mâle paratype 34,5 mm. Elle est généralement grise, olive ou brune avec des petites taches plus pâles avec quelques pustules apparentes. Les flancs sont gris. Le ventre est crème. L'arrière des cuisses et les aisselles sont jaune pâle avec quelques taches plus sombres. Elle a une raie peu prononcée qui va des narines au-dessus des tympans ; cette raie est pâle et fine ce qui permet de distinguer cette espèce de ses cousines Litoria wilcoxii et Litoria lesueurii. Les tympans sont foncés. Les coussinets plantaires sont assez épais mais de petite taille. Les pattes sont palmées.

## Reproduction
La grenouille pond 1 300 œufs en une grappe unique attachée à un rocher dans des cuvettes ou au fil de l'eau. L'éclosion a lieu 4 à 7 jours après. Les têtards sont bruns et peuvent atteindre près de 60 mm. Les métamorphoses se produisent durant l'été et durent 75 jours.

## Menaces et mesures de protection
Elle était autrefois abondante sur les plateaux de la Nouvelle-Angleterre au nord de la Nouvelle-Galles-du-Sud jusqu'à ce qu'elle commence de décliner sévèrement. Il semble que l'introduction de poissons comme la truite et le développement de champignons parasites, les Chytrides, soient la principale cause de ce déclin.

## Étymologie
Son nom d'espèce, composé de booroolong et du suffixe latin -ensis, « qui vit dans, qui habite », lui a été donné en référence au lieu de sa découverte, Booroolong Creek.

## Publication originale
- Moore, 1961 : The frogs of eastern New South Wales. Bulletin of the American Museum of Natural History, no 121, p. 153-385 (texte intégral).